# Christine Adler
Christine Adler (* 28. Januar 1976 in Starnberg) ist eine deutsche Schauspielerin.

## Leben
Über Christine Adlers Privatleben ist wenig bekannt. Neben ihrer Karriere als Schauspielerin ist sie als Dozentin für Sprecherziehung tätig und veranstaltet Workshops. Sie hat einen Master in Sprechwissenschaft und Sprecherziehung von der Universität des Saarlandes.

## Filmografie

### Filme und Serien
- 2005: München 7 (Fernsehserie, eine Episode)
- 2006: Spezlwirtschaft (Sitcom)
- 2006: Aphrodites Nacht (Kinofilm)
- 2007: Kommissar Süden und der Luftgitarrist (Fernsehfilmreihe)
- 2007: Die Rosenheim-Cops (Fernsehserie)
- 2008: Der Bulle von Tölz (Fernsehserie, Episode Der Kartoffelkönig)
- 2008: Die Gustloff (Fernseh-Mehrteiler)
- 2008: Um Himmels Willen (Fernsehserie)
- 2008–2011: Der Kaiser von Schexing (Fernsehserie, durchgehende Nebenrolle)
- 2009: Pilgerfahrt nach Padua (Fernsehfilm)
- 2011: SOKO 5113 (Fernsehserie)
- 2011: Die Tote ohne Alibi (Fernsehfilm)
- 2012: Polizeiruf 110: Schuld (Fernsehfilm)
- 2014: Mobber’s End (Fernsehfilm)
- 2014: Polizeiruf 110: Smoke on the Water (Fernsehfilm)
- 2016, 2019: Aktenzeichen XY … ungelöst (Fernsehreihe, zwei Episoden)
- 2017: München Mord: Auf der Straße, nachts, allein (Fernsehfilm)
- 2022: Hubert ohne Staller (Fernsehserie, eine Episode)
- 2022: Dahoam is Dahoam (Fernsehserie, eine Episode)

### Kurzfilme
- 2000: Sonntag im September (Regie: Ralf Westhoff)
- 2002: Der Plan des Herrn Thomascheck (Regie: Ralf Westhoff)
- 2003: Der Bananenkaktus (Regie: Ralf Westhoff)